# Praça do Comércio
Pour les articles homonymes, voir Place du Commerce.
La Praça do Comércio (« Place du Commerce » en français) est une célèbre place du quartier de Baixa à Lisbonne.
La place a été nommée Praça do Comércio, la Place du Commerce, pour indiquer sa nouvelle fonction dans l'économie de Lisbonne. Les bâtiments symétriques de la place ont été remplis avec les bureaux du gouvernement qui réglait les coutumes et les activités portuaires. La pièce principale de l'ensemble était la statue équestre du roi Joseph Ier, inaugurée en 1775 au centre de la place. Cette statue de bronze, la première statue monumentale dédiée à un Roi à Lisbonne, a été conçue par Joaquim Machado de Castro, un sculpteur portugais de l'époque. 

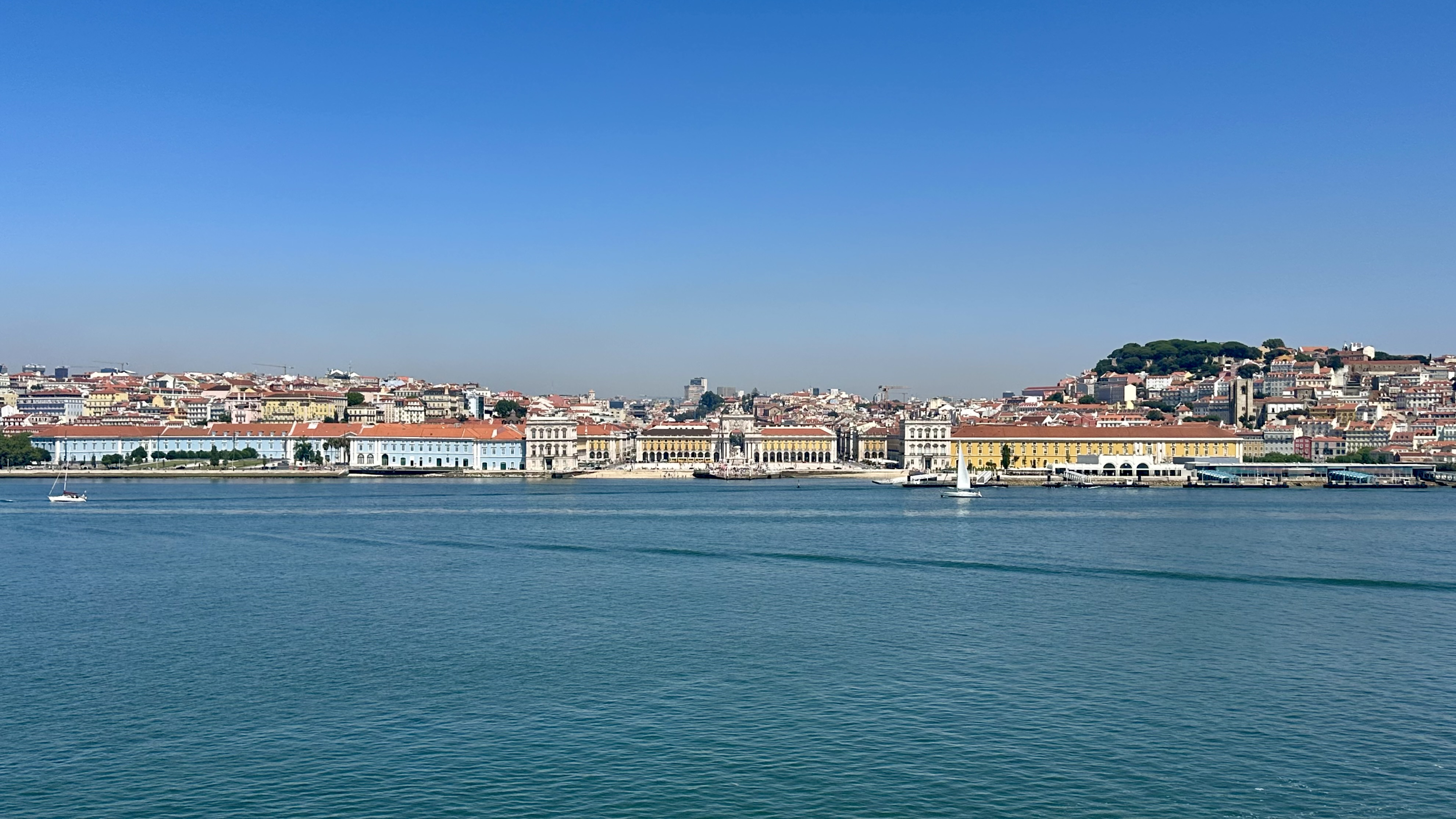
La place a été édifiée sur les rives du Tage.

## Historique
Cette place accueille le palais Royal pendant quatre siècles d'où le nom sous lequel on la désigne encore Terreiro do Paço (parvis du palais). C'est en 1511 que Manuel Ier abandonne le Castelo de Sao Jorge pour s'installer sur la rive du Tage.
Comme le reste de la « ville basse » (Baixa), l'ancienne place du palais n'échappe pas à la reconstruction après le tremblement de terre de Lisbonne de 1755, qui détruit le palais. De nouveaux bâtiments ornés d'arcades sont construits par Eugénio dos Santos et Carlos Mardel, délimitant une large place de 180 mètres sur 200. En 1908, la Praça do Comércio fut le théâtre de l'assassinat du roi Carlos et de son fils Luís Filipe. À la proclamation de la république en 1910, les bâtiments et les arcades furent peints en rose. En 1974, la place vit le premier soulèvement qui renversa le régime de Marcelo Caetano.
Aujourd'hui entourée d'édifices jaune safran (ministères, bars, restaurants et office du tourisme), la place du Commerce s'ouvre sur la Baixa par un arc de triomphe et sur le Tage par un embarcadère où autrefois épices et or des colonies étaient débarqués. Au centre trône la statue équestre de Joseph Ier de Portugal, bronze réalisé par Joaquim Machado de Castro en 1775.
Le 1er février 1908, le roi Charles Ier y est assassiné.

## Aspect initial et aspect contemporain

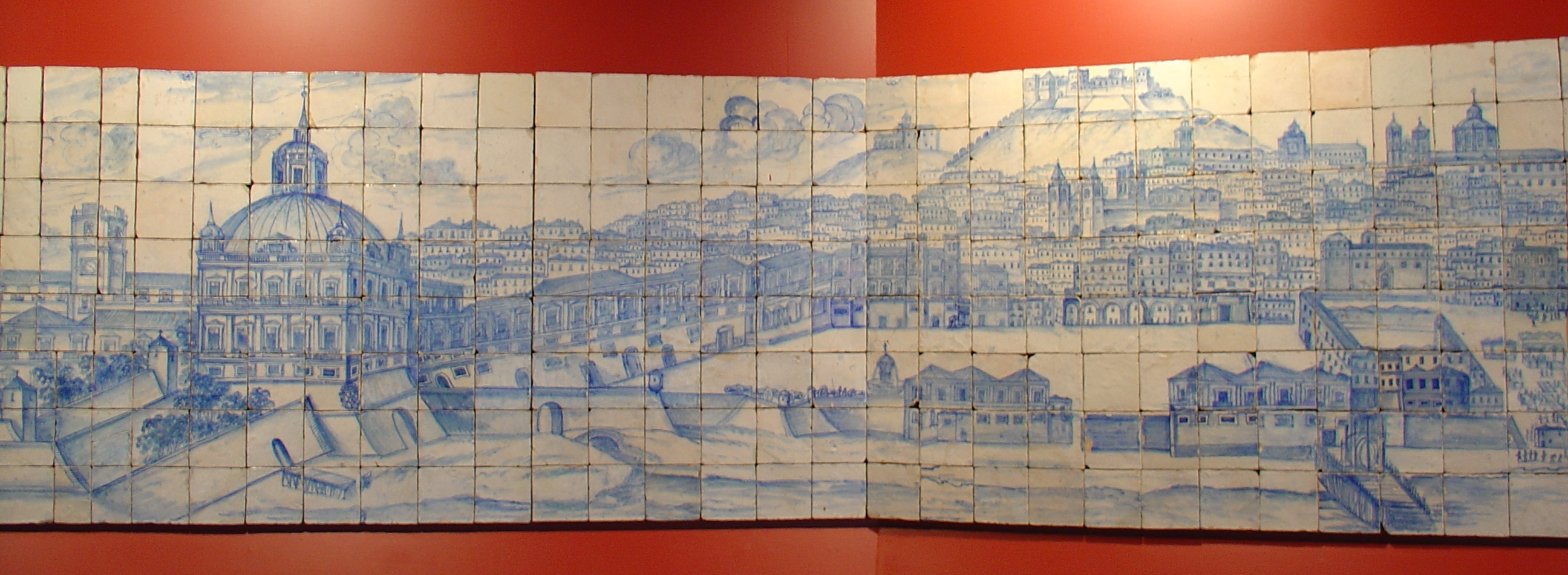
Vue de la place du Commerce avant le tremblement de terre de 1755. Museu Nacional do Azulejo, Lisbonne.

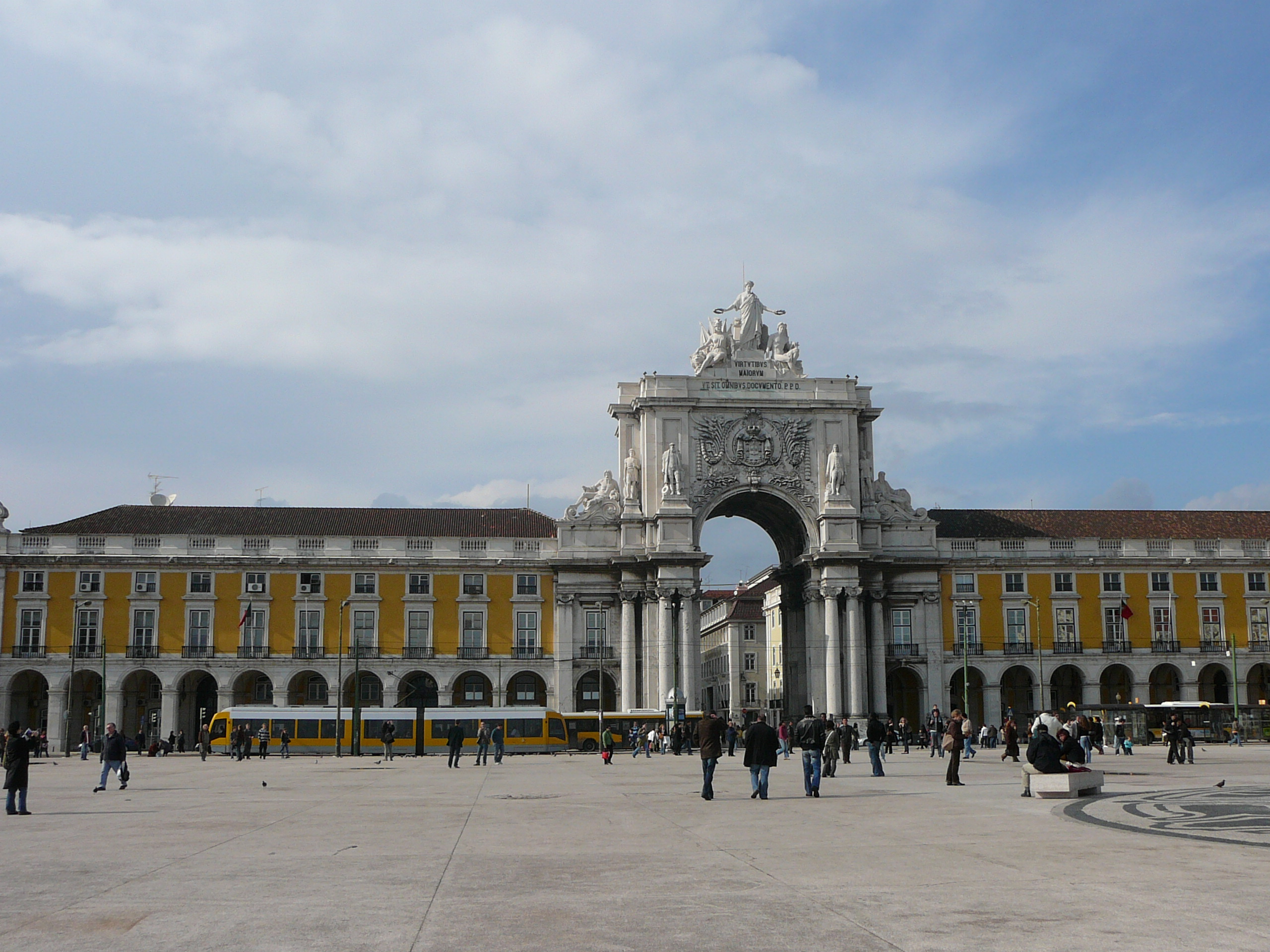
Vue générale de place.
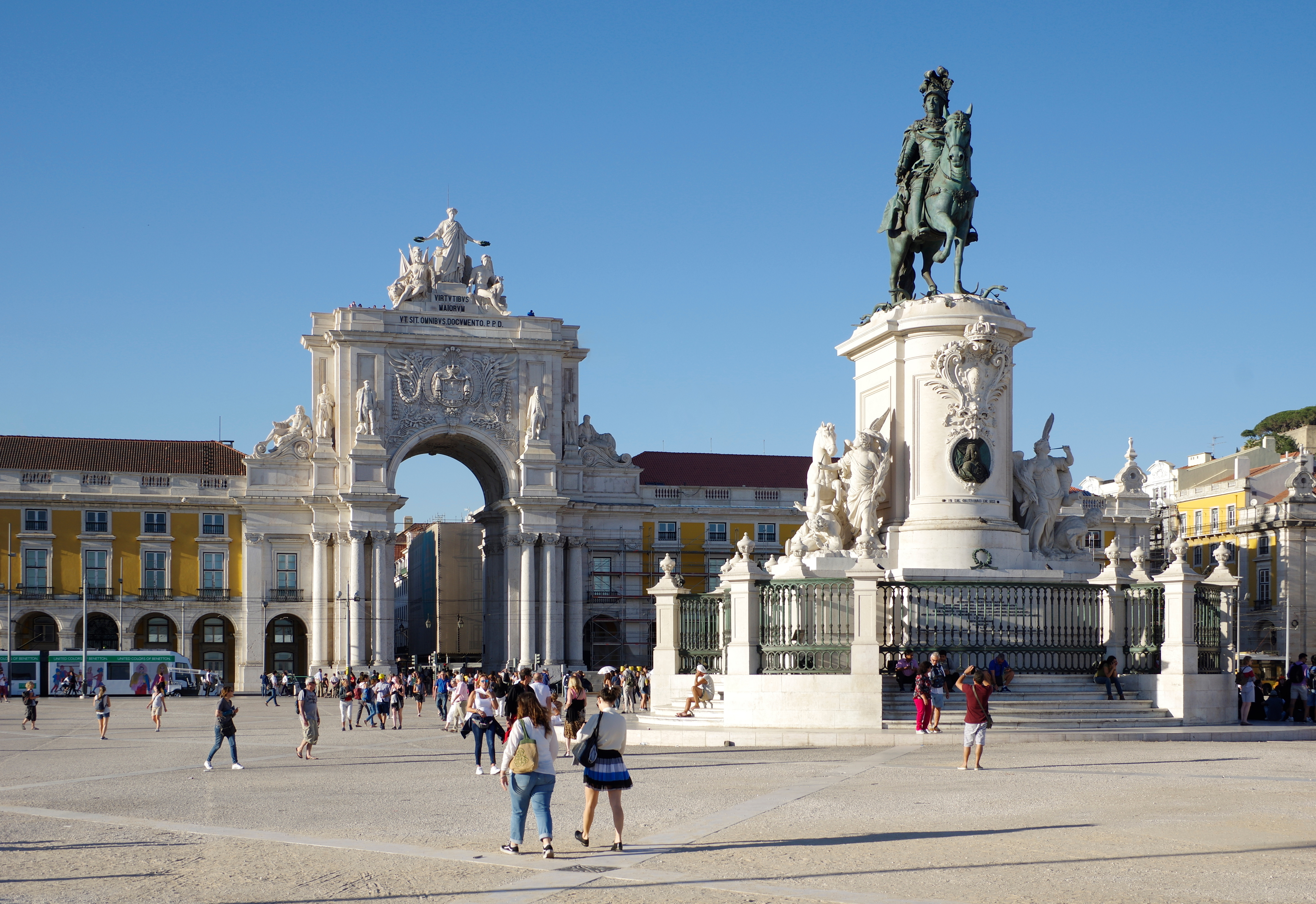
Arc de triomphe recouvert de figures historiques (Vasco de Gama, marquis de Pombal) ouvrant sur la rue Augusta. Statue équestre de José Ier.
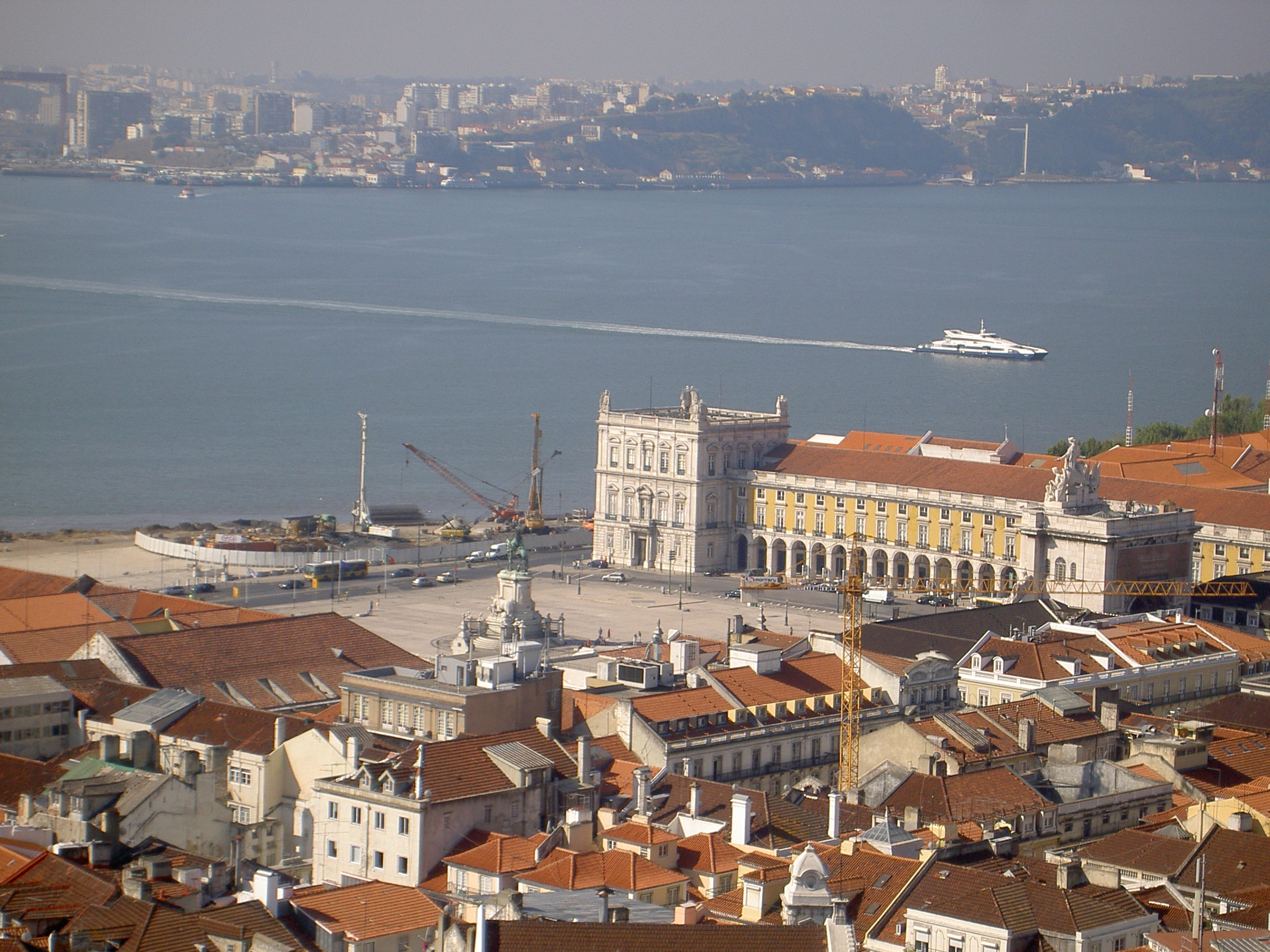
Vue sud-ouest de la place avec le musée de Lisbonne (Torreão Poente) et l'ouverture sur le Tage.
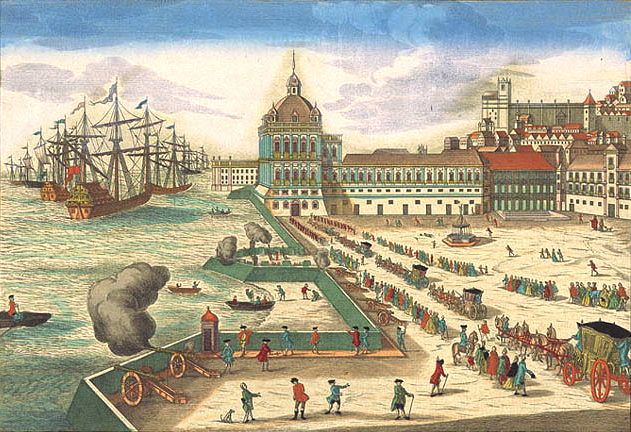
Vue de la place au XVIIIe siècle.
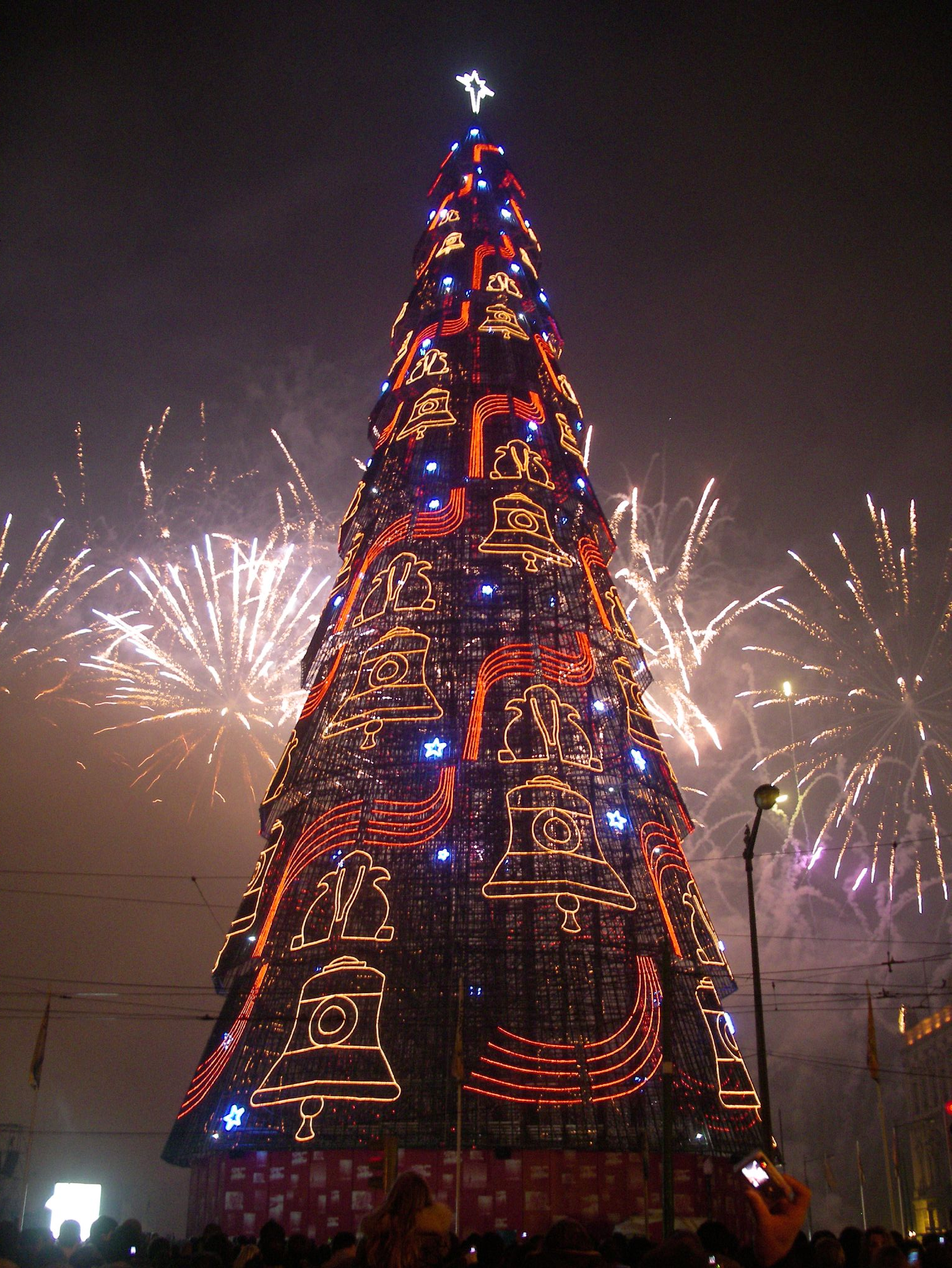
Plus grand sapin d'Europe installés pour les fêtes de Noël.
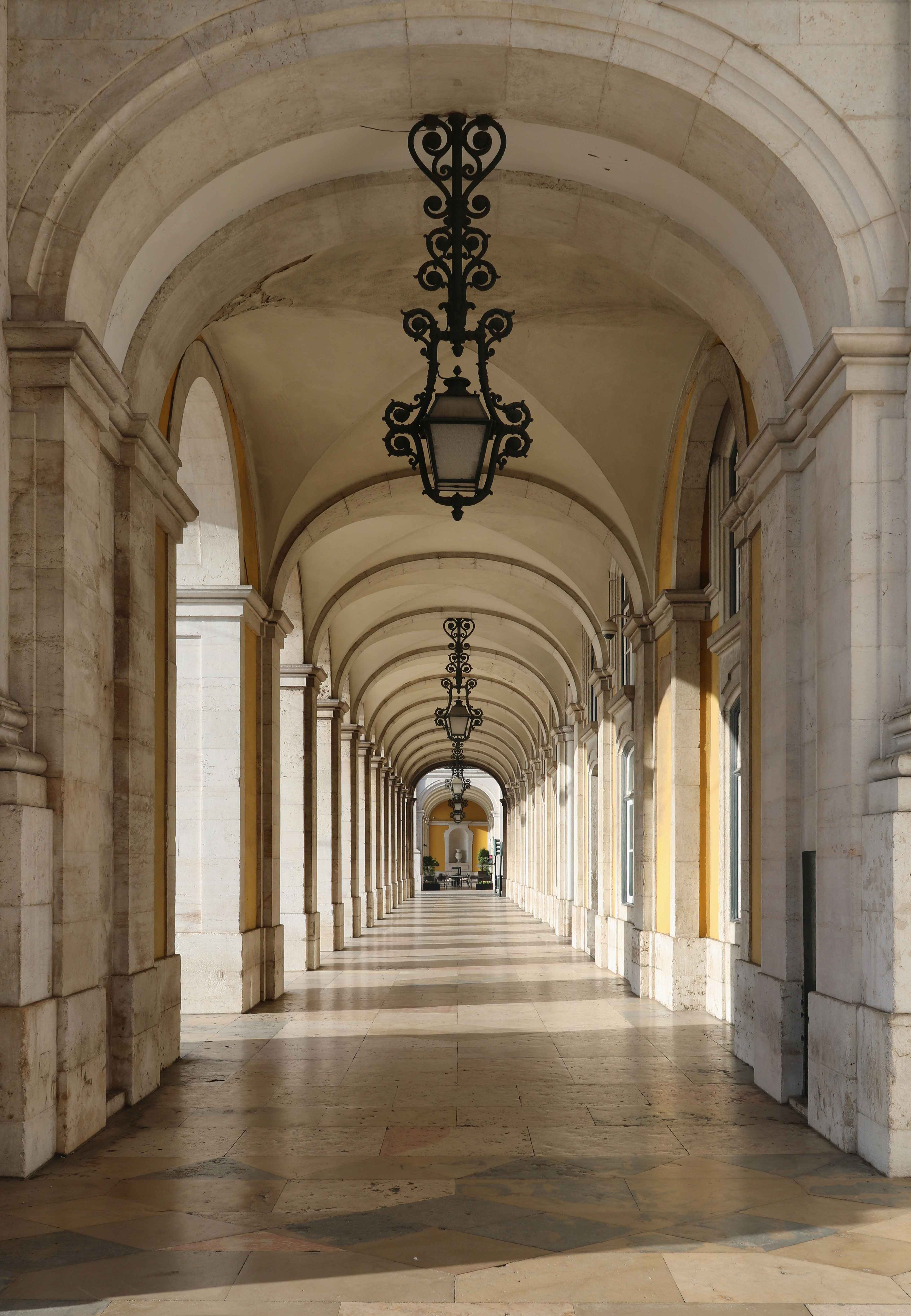
Sous les arcades de la place, au nord du côté gauche. Janvier 2022.